# Lithobius stejnegeri
Lithobius stejnegeri är en mångfotingart som först beskrevs av Charles Harvey Bollman 1893.  Lithobius stejnegeri ingår i släktet Lithobius och familjen stenkrypare. Inga underarter finns listade i Catalogue of Life.